# Martin Mundo
Martin Johann Mundo (* 30. Oktober 1882 in Mainz; † 14. März 1941 ebenda) war ein Mainzer Volksdichter und eine prägende Figur der Mainzer Fastnacht. In zahlreichen Auftritten verkörperte er den Mainzer Bürger Vater Knorzel und trat zusammen mit seiner Schwester Maria Greiner-Mundo und seiner Tochter Aenne als beliebter Büttenredner des 1899 gegründeten Mainzer Carneval Clubs auf. Sein bekanntestes Werk ist der 1929 entstandene Schlager Heile, heile Gänsje.
Selbst in der schwierigen Zeit nach der Gleichschaltung durch den Nationalsozialismus gelang es ihm, durch geschicktes Ausnutzen der Rivalität zwischen SA und SS politische Büttenreden zu halten. 1936 war Hermann Göring Ziel eines Vortrags, dessen Thema der Vergleich Görings mit einem Hering war. Zum Ende der Fastnachtskampagne 1935 wurden Mundo und andere Fastnachter an Aschermittwoch in einem Mainzer Hotel am Hauptbahnhof inhaftiert. Später „lud“ Gauleiter Jakob Sprenger die so Gestraften zu einem Aschermittwoch-Frühstück und stellte alles als einen Scherz dar.
Martin Mundo trat auch in Rundfunksendungen auf, so noch 1938 in der aus dem Gürzenich übertragenen Großen Karnevalssitzung des Kölner Festausschusses sowie 1939 in der Sendung Karnevals-Kehraus.

## Berufliche Tätigkeit
Im Jahr 1916 gründete der Weinhändler Martin Mundo eine Likörfabrik, die noch heute existiert. Zunächst lagen die Räume und Keller in der Weißliliengasse (Mainz-Altstadt), bis eine Betriebserweiterung den Umzug ins nahe Mainz-Kostheim notwendig machte. Die angeschlossene Herstellung von Karamellsirup und Zuckercouleur für den eigenen Bedarf wurde immer wieder erfolgreich erweitert und später kamen weitere Erzeugnisse, die als Lebensmittelzusatzstoffe in der Spirituosenindustrie eingesetzt werden, hinzu: Typagen, Essenzen und Destillate.